# داني كولبيرت
داني كولبيرت (بالإنجليزية: Danny Colbert)‏ هو لاعب كرة قدم أمريكية أمريكي، ولد في 15 ديسمبر 1950 في كورسيكانا في الولايات المتحدة.

## وصلات خارجية
- داني كولبيرت على موقع مرجع كرة القدم المحترفة.كوم (الإنجليزية)
- داني كولبيرت على موقع JustSportsStats.com (الإنجليزية)